# Луи Франше д'Еспере
Маршал Луи Феликс Мари Франсоа Франше д'Еспере́ (на френски: Louis Félix Marie François Franchet d'Espèrey) е френски висш офицер, командвал силите на Антантата на Балканите в края на Първата световна война.

## Биография
Франше д'Еспере е роден на 25 май 1856 година в Мостаганем, област Мостаганем, Алжир, където баща му е на служба като военен. През 1874 постъпва във военното училище Сен Сир, по-късно участва в различни мисии в Тунис, Тонкин, Пекин и Мароко. През 1914, в началото на Първата световна война, оглавява 1-ви армейски корпус, разположен на Западния фронт край Лил, а по-късно е назначен за командващ 5-а армия.
Един от основните поддръжници на идеята за настъпление на Балканите, през 1918 генерал Франше д'Еспере, застава начело на Съглашенската Източна армия в региона по време на офанзивата срещу българските позиции в Македония. На 29 септември 1918 подписва с Андрей Ляпчев Солунското примирие, с което България излиза от войната.
През 1920 Франше д'Еспере се оттегля от действителна военна служба, през 1921 е повишен в звание маршал. През 1934 е избран за член на Френската академия.
Умира на 8 юли 1942 година в Сен Амансе на 86-годишна възраст. Погребан е в пантеона на Дома на инвалидите в Париж.